# Hạc trắng
Hạc trắng (danh pháp hai phần: Ciconia ciconia) là một loài chim lớn trong Chi Hạc thuộc họ Hạc. Bộ lông của nó chủ yếu là màu trắng, với màu đen trên đôi cánh của nó. Con lớn có đôi chân dài màu đỏ và dài chỉ mỏ màu đỏ, chiều dài từ chóp mỏ đến cuối đuôi trung bình 100–115 cm với một sải cánh dài 195–215 cm. Hai phân loài khác nhau đôi chút về kích thước, giống ở châu Âu (phía bắc Estonia), tây bắc châu Phi, Tây Nam Á (phía đông tới miền nam Kazakhstan), và Nam Phi. Cò trắng là một di cư đường dài, mùa đông ở châu Phi nhiệt đới cận Saharan châu Phi phía nam cũng như Nam Phi, hoặc trên tiểu lục địa Ấn Độ. Khi di chuyển giữa châu Âu và châu Phi, nó tránh đi qua biển Địa Trung Hải và đi đường vòng qua Levant ở phía đông eo biển Gibraltar ở phía tây, bởi vì thermals không khí mà nó phụ thuộc không hình thành trên mặt nước.

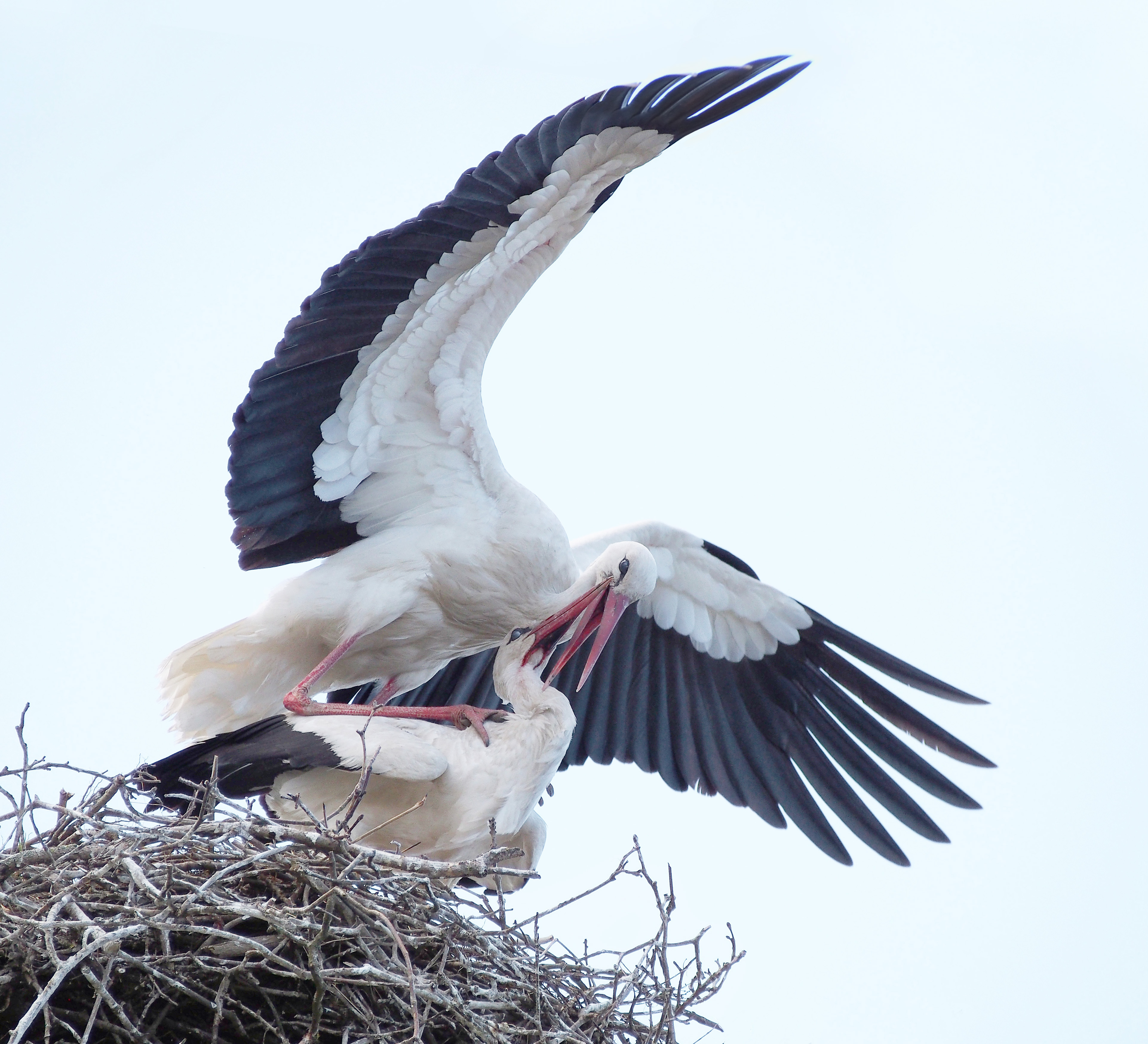
Ciconia ciconia

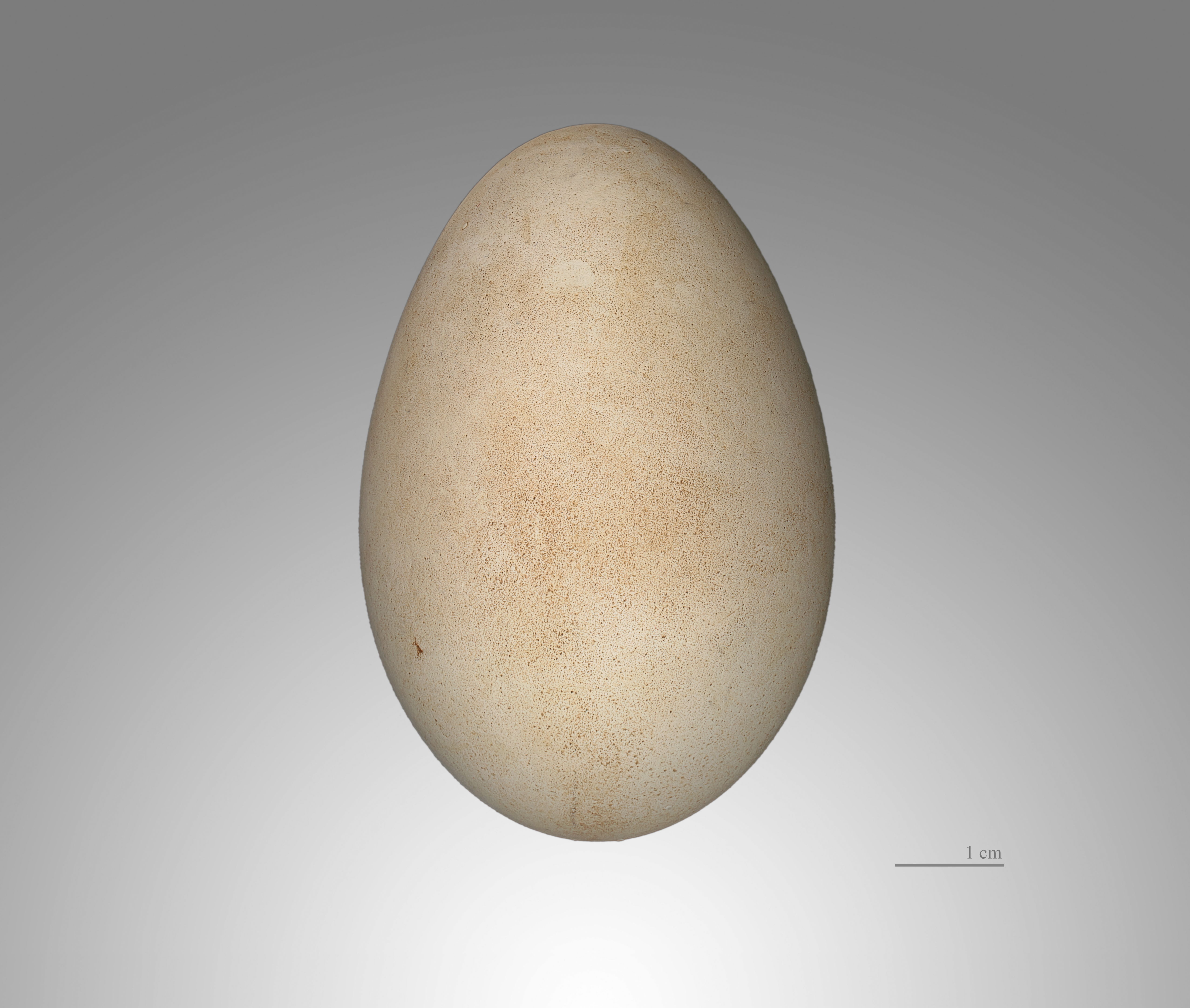
Trứng chim Ciconia ciconia

Là một loài động vật ăn thịt, cò trắng ăn một loạt các con mồi động vật, bao gồm cả côn trùng, cá, động vật lưỡng cư, bò sát, động vật có vú nhỏ, và các loài chim nhỏ. Nó có hầu hết các thức ăn của nó từ mặt đất, trong số các thảm thực vật thấp, và từ vùng nước nông. Nó là một loài sống theo cặp, nhưng sống với nhau trọn đời. Cả hai thành viên của cặp xây dựng một tổ bằng que lớn, có thể được sử dụng trong nhiều năm. Mỗi năm con mái có thể đẻ một lứa bốn trứng, nở không đồng thời khoảng 33-34 ngày sau khi đẻ. Cả hai cha mẹ thay phiên nhau ấp trứng và thức ăn chăn nuôi con non. Con non rời khỏi tổ 58-64 ngày sau khi nở, và tiếp tục được nuôi dưỡng bởi cha mẹ cho thêm 7-20 ngày nữa.
Một đặc điểm đặc biệt đối với loài Hạc là hành vi giết chết con non. Con bị giết chết trong quá trình được nuôi dưỡng luôn là con yếu thế nhất trong đàn. Nhiều quan sát được các nhà khoa học đưa ra cho thấy rằng Hạc bố (hoặc Hạc mẹ) thực hiện hành vi giết chết con non yếu thế nhất trong đàn bằng cách cắp ra khỏi tổ và thả rơi xuống đất hoặc cắp vào đầu con non và quăng quật cho tới chết, thậm chí nhiều trường hợp Hạc mẹ còn ăn con non. Nghiên cứu còn cho thấy có trường hợp Hạc mẹ bay về tổ nhưng không nôn cá cho con ăn mà thay vào đó lập tức giết chết 2 con non trong đàn rồi tiếp tục bay đi.